# Setodes navanita
Setodes navanita är en nattsländeart som beskrevs av Schmid 1987. Setodes navanita ingår i släktet Setodes och familjen långhornssländor. Inga underarter finns listade i Catalogue of Life.